# Шампионат Централне Америке и Кариба 1943.
Шампионат Централне Америке и Кариба 1943. (шп. Copa CCCF 1943 енгл. 1943 CCCF Championship) било је друго издање шампионата, фудбалског првенства Централне Америке и Кариба. Турнир је одржан у главном граду Салвадора, Сан Салвадору од 5. до 19. децембра. Турнир се одржао од 5. до 19. децембра 1943. године у главном граду Салвадора (Сан Салвадор). Ове године ниједна карипска држава није учествовала а из непознатих разлога, а шампион је био домаћин Салвадор.
Уласком у последњу рунду мечева, Салвадору је био потребан само реми против Костарике да би постао шампиона док је Гватемала морала да добије меч против Никарагве и да се нада да ће Костарика могла да изненади домаћина, како би изнудио плеј-оф. Гватемала је победила са 5 : 1, а затим Костарика са 4 : 2, оба победничка тима су заједно славила на терену, узнемирили ионако већ љуту публику, што је довело до насилних протеста на стадиону и испред хотела тимова након тога. У овој атмосфери, репрезентација Гватемале страховала је за своју безбедност уколико би учествовала у мечу плеј-офа. Тим менаџер Капитан Гереда је послао телеграм кући да објасни ситуацију и пита своју владу (под председником Убиком) за даља упутства. Добио је упутство да не игра, и да се одмах врати кући.
У овом тренутку прецизна верзија догађаја се разликује у зависности од перспективе сваке земље. Према гватемалским и костариканским изворима, организациони комитет је прогласио првенство
ништавно, а сам трофеј је дат на чување делегацији Никарагве. Међутим, салвадорски извори кажу да је Гватемала изгубила меч плеј-офа, и самим тиме Салвадору је додељено првенство у на основу гол-разлике.
Други извори указују да је првенство било подељено између две репрезентације.

### Стадион
| Сан Салвадор           |
| ---------------------- |
| Стадион Хорхе Гонзалез |
| Капацитет: 35.000      |
|                        |

## Финална табела
| Pos | Тим       | О | П | Н | И | ГД | ГП | ГР  | Бод. |
| --- | --------- | - | - | - | - | -- | -- | --- | ---- |
| 1   | Салвадор  | 6 | 4 | 1 | 1 | 28 | 11 | +17 | 9    |
| 2   | Гватемала | 6 | 4 | 1 | 1 | 21 | 11 | +10 | 9    |
| 3   | Костарика | 6 | 3 | 0 | 3 | 20 | 15 | +5  | 6    |
| 4   | Никарагва | 6 | 0 | 0 | 6 | 7  | 39 | −32 | 0    |

- Салвадор и Гватемала су требали да играју 21. децембра 1943. за утакмицу за првака, али утакмица изгледа да никада није одржана.

## Утакмице и резултати
| Костарика | 7 : 0 | Никарагва |
| --- | ----- | --------- |
| Рафаел Убиета 27’ (а.г.) · Хорхе Рохас 32’ · Франциско Зеледон 34’ 62’ 76’ · Хосе Алберто Гранадос 40’ · Хосе Луис Рохас 86’ |       |           |

| Салвадор                                 | 2 : 2 | Гватемала                 |
| ---------------------------------------- | ----- | ------------------------- |
| Рикардо Монтероса 39’ · Алонсо Торес 42’ |       | Карлос Умберто Толедо 33’ |

| Гватемала                                                    | 3 : 2 | Костарика                                    |
| ------------------------------------------------------------ | ----- | -------------------------------------------- |
| Хулио Мендоза · Карлос Умберто Толедо · Естебан Гонзалез 70’ |       | Алехандро Морера 43’ · Франциско Зеледон 55’ |

| Никарагва     | 1 : 8 | Салвадор                                                                                                  |
| ------------- | ----- | --- |
| Рамон Гарсија |       | Хосе Луис Асеитуно 5’ · Рафаел Корадо 15’ · Луис Руано 28’ · Хосе Дерас 35’ · Хосе Армандо Ривас 49’, 65’ |

| Гватемала | 6 : 2 | Никарагва |
| --------- | ----- | --------- |
|           |       |           |

| Салвадор                                                                      | 4 : 2 | Костарика                                  |
| ----------------------------------------------------------------------------- | ----- | ------------------------------------------ |
| Рикардо Монтероса 4’ · Хулиан Линарес 60’ · Мигел Круз 84’ · Алонсо Торес 86’ |       | Франциско Зеледон 39’ · сезар Ернандез 78’ |

| Гватемала                 | 1 : 2 | Салвадор                          |
| ------------------------- | ----- | --------------------------------- |
| Карлос Умберто Толедо 31’ |       | Мигел Круз 44’ · Алонсо Торес 45’ |

| Никарагва                                | 2 : 3 | Костарика                                                    |
| ---------------------------------------- | ----- | ------------------------------------------------------------ |
| Франциско Наваро 30’ · Роман Гарсија 85’ |       | Марио Ригиони 42’ · Алваро Рохас 51’ · Франциско Зеледон 55’ |

| Костарика                                      | 2 : 4 | Гватемала                                              |
| ---------------------------------------------- | ----- | ------------------------------------------------------ |
| Франциско Зеледон 43’ (пен.) · Хорхе Рохас 88’ |       | Валентин Дел Сид · Хосе Кастро · Карлос Умберто Толедо |

| Салвадор | 10 : 1 | Никарагва        |
| --- | ------ | ---------------- |
| Хосе Луис Асеитуно 4’ · Хосе Армандо Ривас 6’, 72’, 85’ · Мигел Круз 12’, 28’, 40’, 68’, 74’ · Рафаел Корадо 70’ |        | Рамон Гарсија 3’ |

| Никарагва | 1 : 5 | Гватемала |
| --------- | ----- | --------- |
|           |       |           |

| Костарика                                                              | 4 : 2 | Салвадор                           |
| ---------------------------------------------------------------------- | ----- | ---------------------------------- |
| Хосе Франциско Зеледон 26’, 66’ · Марио Ригиони 72’ · Алваро Рохас 84’ |       | Рафаел Корадо 11’ · Мигел Круз 53’ |

## Достигнућа
| Најбољи играч | Победник шампионата Централне Америке и Кариба 1943. Салвадор 1° титула | Најбољи стрелац Мигел Круз (8. голова) |

- Према постојећим изворима унесени су подаци да је репрезентација Салвадора шампион због боље гол разлике и да је Мигел Круз најбољи стрелац јер других података нема.

## Голгетери
8 голова
- Мигел Круз

5 голова
- Хосе Армандо ривас

4 гола
- Хосе Луис Асеитуно
- Карлос Умберто Толедо

Белешка: На турниру је постигнуто тридесет голова чији су стрелци непознати. Од тога четрнаест голова је постигнуто у корист репрезентације Костарике, једанаест у корист Гватемале, а пет у корист Никарагве.